# Сорокін Михайло Іванович
Михайло Іванович Сорокін (1 червня 1922, село Нікольське Нижньогородської губернії, тепер Гагінського району Нижньогородської області, Російська Федерація — 22 лютого 2005, місто Москва) — радянський військовий діяч, командувач військ Ленінградського військового округу, заступник міністра оборони СРСР — головний інспектор міністерства оборони СРСР, генерал армії (2.11.1981). Кандидат у члени ЦК КПРС у 1981—1986 роках. Депутат Верховної Ради СРСР 10-го скликання.

## Життєпис
Народився в селянській родині. Закінчив середню школу.
У Червоній армії з вересня 1941 року. Закінчив Горьковську школу радіоспеціалістів. Учасник німецько-радянської війни з січня 1942 року. Служив начальником радіостанції в 5-му кавалерійському корпусі. У бою 30 липня 1942 року на Сіверському Дінці був поранений. Після лікування направлений на короткострокові стрілецько-тактичні курси командного складу «Постріл». Після закінчення курсів у лютому 1943 року призначений командиром роти 330-го стрілецького полку 176-ї (129-ї гвардійської) стрілецької дивізії на Північно-Кавказькому, 1-му Українському фронтах.
Член ВКП(б) з 1943 року.
З 1944 по 1945 рік — командир батальйону 330-го гвардійського стрілецького полку 129-ї гвардійської стрілецької дивізії. Під час Львівсько-Сандомирської наступальної операції влітку 1944 року батальйон Михайла Сорокіна першим увірвався в міста Ходорів та Дрогобич. Весною 1945 року Сорокіна призначили заступником командира 330-го гвардійського стрілецького полку 129-ї гвардійської стрілецької дивізії. З серпня 1945 року командував окремим навчальним батальйоном.
З 1946 по 1949 рік навчався у Військовій академії імені Фрунзе.
З 1949 року — командир окремого навчального батальйону 106-ї гвардійської повітряно-десантної дивізії в Тулі. З грудня 1950 року — командир 331-го гвардійського парашутно-десантного полку 105-ї гвардійської повітряно-десантної дивізії в Костромі. З 1955 року — заступник командира дивізії.
З січня 1957 року — командир 98-ї гвардійської повітряно-десантної дивізії, що базувалася на Далекому Сході.
З вересня 1962 по червень 1964 року — слухач Військової академії Генерального штабу Збройних сил СРСР.
З червня 1964 року — заступник командувача повітряно-десантних військ із бойової підготовка, з січня 1966 року — 1-й заступник командувача повітряно-десантних військ СРСР.
З грудня 1969 року — 1-й заступник командувача Південної групи військ на території Угорщини.
З 19 серпня 1972 року — командувач 2-ї гвардійської танкової армії Групи радянських військ у Німеччині.
З серпня 1974 по жовтень 1976 року — 1-й заступник командувач військ Далекосхідного військового округу.
У жовтні 1976 — жовтні 1981 року — командувач військ Ленінградського військового округу.
З 30 жовтня 1981 по 19 січня 1984 року — головний радянський військовий радник в Афганістані.
З 1983 року — 1-й заступник начальника Військової академії Генерального штабу Збройних сил СРСР. У вересні 1984 — червні 1987 року — 1-й заступник головнокомандувача військ Західного напрямку.
11 червня 1987 — 1990 року — заступник міністра оборони СРСР — головний інспектор міністерства оборони СРСР.
У 1990—1992 роках — інспектор Групи генеральних інспекторів Міністерства оборони СРСР. 
З січня 1992 року — у відставці в місті Москві.
Помер 22 лютого 2005 року. Похований на Троєкуровському цвинтарі в Москві.

## Військові звання
- Полковник
- Генерал-майор (25.05.1959)
- Генерал-лейтенант (16.06.1965)
- Генерал-полковник (28.10.1976)
- Генерал армії (2.11.1981)

## Нагороди
- три ордени Леніна (3.06.1944,)
- два ордени Червоного Прапора (8.03.1945,)
- орден Олександра Невського (10.09.1944)
- два ордени Вітчизняної війни І ст. (27.05.1945, 6.04.1985)
- два ордени Червоної Зірки (4.06.1943, 1956)
- орден «За службу Батьківщині в Збройних Силах СРСР» III ступеня
- орден «За заслуги перед Вітчизною» IV ст. (Російська Федерація) (.11.2002)
- орден Червоного Прапора (Афганістан)
- Чехословацький воєнний хрест 1939
- медаль «За зміцнення дружби по зброї» (Чехословаччина)
- срібна медаль «Братерство по зброї» (Польща)
- медаль «Від вдячного афганського народу» (Афганістан)
- медалі
- Почесний громадянин міста Житомира